# Scytodes panguana
Espèce
Scytodes panguana est une espèce d'araignées aranéomorphes de la famille des Scytodidae.

## Distribution
Cette espèce est endémique de la région de Huánuco au Pérou,. Elle se rencontre vers Panguana.

## Description
Le mâle holotype mesure 1,15 mm et la femelle paratype 1,30 mm.

## Étymologie
Son nom d'espèce lui a été donné en référence au lieu de sa découverte, Panguana.

## Publication originale
- Brescovit & Höfer, 1999 : Four new species of litter inhabiting Scytodes spiders (Araneae, Scytodidae) from Amazonia. Studies on Neotropical Fauna and Environment, vol. 34, p. 105-113.